# Xã Powell, Quận Comanche, Kansas
Xã Powell (tiếng Anh: Powell Township) là một xã thuộc quận Comanche, tiểu bang Kansas, Hoa Kỳ. Năm 2010, dân số của xã này là 82 người.